# Polytechnische Schule Perg
Die Polytechnische Schule Perg ist eine Polytechnische Schule in Perg.

## Geschichte
1966/67 kam es zur Einführung der polytechnischen Lehrgänge im Anschluss an den Besuch der Hauptschule und 1977 zur Einrichtung einer eigenständigen Polytechnischen Schule. 2003 hat die Polytechnische Schule Perg den Neubau im Schulzentrum bezogen. Im Schuljahr 2008/09 betrug die Anzahl der Schüler 150. Es waren an der Schule 23 Lehrer beschäftigt.
Direktoren waren ab 1977 Alois Angerer und ab 1981 Josef Haderer. Ab 1989 leitete Lothar Grubich die Schule. Aktueller Direktor der Schule ist Thomas Katzenschläger.

## Pädagogische Arbeit, Ausstattung und Angebote
Die Ausbildungsmöglichkeiten umfassen Wahlmöglichkeiten in den Fachbereichen Bau, Dienstleistung, Elektro, Handel & Büro, Holz, Informationstechnologie, Metall und Tourismus. Perg ist die einzige Schule im Bezirk Perg, wo die Schüler in allen acht Fachbereichen nach einer dreiwöchigen Berufsorientierungsphase in eigenen Gruppen zusammengefasst werden.
Die Polytechnische Schule Perg hat 6 Klassen der 9 Schulstufe mit 127 Schülern. (Stand: 2014/15)
Im Jahr 2009 war die Schule für den Österreichischen Schulpreis nominiert.